# Henri Mercier
Pour les articles homonymes, voir Mercier.
Édouard Henri baron Mercier de Lostende, né le 29 novembre 1816 à Baltimore et mort à Clermont-Ferrand le 16 octobre 1886 , est un diplomate français.

## Biographie
Édouard Henri Mercier de Lostende de Marie-Philippe Mercier et d'Henriette-Adèle Le Roy. Il s'est marié en 1857 avec Cécile-Élisabeth-Philiberte de Lostende. Il est autorisé à ajouter à son nom, celui de "de Lostende", par le décret du 11 juillet 1860 et confirmé dans le titre de baron de son beau-père par décret impérial du 9 février 1867.
Il a été nommé envoyé extraordinaire et ministre plénipotentiaire en Suède-Norvège le 24 août 1857. Il est arrivé à Stockholm le 15 octobre 1857 et a été reçu à sa première audience le 7 novembre suivant. Ayant été nommé ambassadeur aux États-Unis en 1860, il a été reçu en dernière audience le 18 mai 1860.
Édouard Henri Mercier de Lostende fut l'ambassadeur de France aux États-Unis de juillet 1860 à décembre 1863 pendant la guerre de Sécession (1861-1865). Il est surtout connu pour jouer un rôle diplomatique clé dans l'affaire Trent.
Mercier est né à Baltimore, le fils d'un diplomate français en poste en Amérique. Pendant la guerre civile, il était généralement considéré comme pro-sud, visitant Richmond en 1862 et proposant un marché commun entre les États-Unis et la France. Cependant, après la Proclamation d'émancipation et le changement ultérieur en faveur des fédéraux parmi le public français et britannique, il apporta une offre de Napoléon III pour négocier la fin de la guerre en 1863. Cela fut rejeté avec colère par le secrétaire d'État William H. Seward. Voyant peu de progrès, il demanda à être réaffecté aux relations espagnoles en 1863.

## Décorations
- Grand officier de la Légion d'honneur (en 1865[2])